# Phương trình mất đất toàn cầu
Phương trình mất đất phổ dụng hay gọi tắt là USLE từ cụm từ tiếng Anh Universal Soil Loss Equation là một mô hình toán học dùng để ước tính lượng đất bị xói mòn trên cơ sở sử dụng ước lượng tác động của các yếu tố ảnh hưởng tới các quá trình xói mòn đất. Phương trình này thuộc loại mô hình công thức thực nghiệm (dựa trên các tính toán thống kê tương quan), khác với những mô hình động thái dựa trên các định luật bảo toàn vật chất và năng lượng để mô tả các quá trình gây nên hiện tượng xói mòn đất.
Các mô hình xói mòn góp một vai trò quan trọng trong việc bảo tồn tài nguyên đất và nước cũng như đánh giá các nguồn gây ô nhiễm không phải dạng điểm, bao gồm: đánh giá và khảo sát chuyển động của trầm tích, thiết kế và lên kết hoạch kiểm soát trầm tích, và nâng cao nhận thức khoa học. USLE hay các biến thể từ biểu thức này là các mô hình chính được các cơ quan chính phủ Hoa Kỳ sử dụng để đo xói mòn do nước.
USLE được phát triển ở Hoa Kỳ dựa trên dữ liệu xói mòn đất của USDA (Natural Resources Conservation Service) thu thập từ thập niên 1930. Mô hình đã được sử dụng hàng thập kỷ cho các mục đích lập kế hoạch bảo vệ đất ở Hoa Kỳ và trên thế giới, và đã được sử dụng để giúp thực hiện chương trình bảo tồn hàng tỷ đô la của Hoa Kỳ.  Một phương trình khác có nguồn gốc từ phương trình này là RUSLE (Phương trình mất đất toàn cầu hiệu chỉnh) cũng đang được sử dụng với các mục đích tương tự.

## Miêu tả về USLE
USLE được phát triển từ các thí nghiệm mô phỏng liên quan đến xói mòn và lượng mưa gồm sáu thông số nhằm dự đoán lượng đất bị mất đi theo trung bình năm trong thời gian dài (A). Các thông số gồm khả năng xói mòn do mưa (R), khả năng xói mòn do kết cấu đất (K), yếu đố địa hình (gồm L - chiều dài sườn dốc và S - độ dốc) và hệ số quản lý trồng trọt (C và P hay còn gọi là lớp phủ thực vật). Phương trình được viết như sau:

{\displaystyle A=RKLSCP}
USLE còn có một ý nghĩa thực nghiệm quan trọng khác là khái niệm mảnh đất đơn vị. Mảnh đất đơn vị được định nghĩa là mảnh đất có các điều kiện tiêu chuẩn để xác định khả năng xói mòn đất. Các điều kiện tiêu chuẩn này là LS = 1 (độ dốc = 9% và chiều dài sườn = 72,6 feet) với mảnh đất trống, và việc trồng trọt ở trên và dưới sườn dốc và không có biện pháp bảo vệ (với CP=1). Khi đó:

{\displaystyle K=A/R}
Phương pháp đơn giản tính A chỉ cần dự tính thông qua giá trị K này đã được Wischmeier và nnk. đề xuất theo đó, các giá trị chỉ bao gồm kích thước hạt đất. hàm lượng chất hữu cơ, kết cấu đất và độ thấm. Thông số K có thể được ước tính từ đồ thị nếu có. LS có thể tính dễ dàng từ biểu độ độ dốc. Lớp phủ (C) và các biện pháp bảo vệ đất (P) tương đối khó tính và phải được xác định bằng thực nghiệm. Chúng được miêu tả ở dạng tỷ số mất đất giữa C và P.